# Las Huertas, Michoacán de Ocampo
Las Huertas är en ort i Mexiko.   Den ligger i kommunen Indaparapeo och delstaten Michoacán de Ocampo, i den södra delen av landet, 190 km väster om huvudstaden Mexico City. Las Huertas ligger 2 137 meter över havet och antalet invånare är 169.
Terrängen runt Las Huertas är lite bergig. Runt Las Huertas är det glesbefolkat, med 8 invånare per kvadratkilometer. Närmaste större samhälle är Zinapécuaro, 17,7 km nordost om Las Huertas. I omgivningarna runt Las Huertas växer i huvudsak blandskog.